# Оккен, Арнауд
Арнауд Оккен (нидерл. Arnoud Okken; род. 20 апреля 1982, Дутинхем, Гелдерланд) — нидерландский легкоатлет, специалист по бегу на средние дистанции. Выступал за сборную Нидерландов по лёгкой атлетике в 2000-х годах, чемпион Европы в помещении, многократный победитель и призёр первенств национального значения.

## Биография
Арнауд Оккен родился 20 апреля 1982 года в городе Дутинхем, Нидерланды.
Впервые заявил о себе на международном уровне в сезоне 2000 года, когда вошёл в состав нидерландской национальной сборной и выступил на юниорском мировом первенстве в Сантьяго, где в зачёте бега на 800 метров занял итоговое пятое место. Также в этом сезоне стартовал в юниорской гонке на чемпионате Европы по кроссу в Мальмё.
В 2001 году в дисциплине 800 метров выиграл серебряную медаль на юниорском европейском первенстве в Гроссето, с ныне действующим юниорским национальным рекордом Нидерландов 1:45.64 стал четвёртым на Всемирной Универсиаде в Пекине. Кроме того, занял 15-е место среди юниоров на кроссовом чемпионате Европы в Туне, отметился выступлением в юниорской категории на чемпионате мира по кроссу в Остенде.
В 2002 году бежал 800 метров на чемпионате Европы в помещении в Вене и на чемпионате Европы в Мюнхене, во втором случае сумел выйти в финал и стал пятым.
В 2003 году показал шестой результат на чемпионате мира в помещении в Бирмингеме, стартовал на чемпионате мира в Париже.
В 2004 году на Кубке Европы в помещении в Лейпциге стал вторым в программе смешанной эстафеты 800 + 600 + 400 + 200 метров, тогда как на чемпионате мира в помещении в Будапеште остановился на стадии полуфиналов в индивидуальном беге на 800 метров.
В 2005 году был пятым на чемпионате Европы в помещении в Мадриде, участвовал в чемпионате мира в Хельсинки.
В 2006 году дошёл до полуфинала на чемпионате мира в помещении в Москве.
В 2007 году на чемпионате Европы в помещении в Бирмингеме с результатом 1:47.92 превзошёл всех соперников в беге на 800 метров и завоевал золотую награду. Принимал участие в чемпионате мира в Осаке, но здесь не смог преодолеть предварительный квалификационный этап.
В 2010 году на чемпионате Европы в Барселоне занял четвёртое место в дисциплине 800 метров.
Завершил спортивную карьеру по окончании сезона 2014 года.